# Eva Pavlović
Eva Pavlović z domu Mori (ur. 13 marca 1996 roku w m. Kanal ob Soči) – słoweńska siatkarka, reprezentantka kraju, grająca na pozycji rozgrywającej. 
Jej mąż Danilo Pavlović jest serbskim siatkarzem.

## Sukcesy klubowe
MEVZA - Liga Środkowoeuropejska:
- 2014
- 2022[4]
- 2013

Puchar Włoch:
- 2016

Liga francuska:
- 2018

Liga polska:
- 2020

Puchar Słowenii:
- 2021

Liga słoweńska:
- 2022[5]

## Sukcesy reprezentacyjne
EYOF:
- 2013

Mistrzostwa Europy Juniorek:
- 2014

Mistrzostwa Świata U-23:
- 2017

## Nagrody indywidualne
- 2014: Najlepsza rozgrywająca Mistrzostw Europy Juniorek
- 2017: Najlepsza rozgrywająca Mistrzostw Świata U-23
- 2021: Najlepsza siatkarka Słowenii w 2021 roku[6]